# Silius (Sardinien)
Silius ist eine italienische Gemeinde (comune) mit 1015 Einwohnern (Stand 31. Dezember 2023) in der Metropolitanstadt Cagliari auf Sardinien. Die Gemeinde liegt etwa 37 Kilometer nordnordöstlich von Cagliari am Parco Geominerario Storico ed Ambientale della Sardegna.

## Verkehr
Am südöstlichen Rand der Gemeinde entlang führt die Strada Statale 387 del Gerrei von Cagliari nach Muravera.